# 223 هـ
223 هـ هي سنة في التقويم الهجري امتدت مقابلةً في التقويم الميلادي بين سنتي 837 و838.

بابك الخرمي

## أحداث
- 6 رمضان - فتح عمورية.

## مواليد
- ابن خزيمة
- يحيى بن عمر بن يوسف
- ابن دريد الشاعر والنحوي العربي. (توفي 321 هـ).
- عمر بن محمد بن بجير
- محمد بن المسيب الأرغياني
- يحيى بن عمر بن يوسف الكناني

## وفيات
- زيادة الله بن إبراهيم الأغلبي التميمي ثالث ملوك الدولة الأغلبية
- أبو صالح كاتب الليث
- بابك الخرمي
- فاطمة النيسابورية
- موسى بن إسماعيل التبوذكي